# Polihierax insignis
Polihierax insignis е вид птица от семейство Соколови (Falconidae). Видът е почти застрашен от изчезване.

## Разпространение
Разпространен е в Камбоджа, Лаос, Мианмар, Тайланд и Виетнам.